# USS 바라쿠다 (SSK-1)
USS 바라쿠다 (SSK-1/SST-3/SS-550)는 바라쿠다급 잠수함의 네임쉽이다. 바라쿠다라는 이름이 사용된 함선으로는 두 번째 함선으로, 꼬치고기에서 따온 것이다. 1949년 7월 1일, 코네티컷, 그로톤의 GDEB(General Dynamics Electic Boat)사에서 기공되었다. 1951년 3월 2일, 윌리스 매닝 토마스 여사의 지원 아래, K-1이라는 이름으로 진수되었으며, 1951년 11월 10일, F. A. 앤드루 소령의 지휘 아래 취역했다. 특히 취역 후 1년 동안은 지미 카터가 승무원으로 근무했다.
세 척의 SSK(바라쿠다 (SSK-1), 배스, 보니타)는 뱃머리에 소나(BQR-4)가 장착되어 있다. 이 소나는 바라쿠다가 정숙 잠항을 할 때, 잠행 운행하는 잠수함에 대해 아주 향상된 탐지 능력을 가져다준다. SSK 잠수함은 느린 속력과 주기적으로 잠행이 필요한 점 때문에 대잠 전투에서는 성능이 제한된다.
바라쿠다는 대서양 연안을 따라 이동하며, 1955년 6월, 그리녹과 스코틀랜드의 로스시를 항해했다. 1956년 12월 16일, K-1에서 바라쿠다로 이름이 바뀌었다. 그 이후, 바라쿠다는 동부 연안에서 훈련을 수행했다.
바리쿠다는 1959년 7월 3일에 SST-3으로 재분류되었고, 1959년 8월 15일에는 SS-550으로 재분류되는 동시에 퇴역했다. 바라쿠다는 1974년 4월 8일에서 7월 8일에 걸쳐서 찰스턴에서 폐기되었다.